# Диплома
Диплома је сертификат који издаје образовна институција, као што је школа, колеџ или универзитет, којом се сведочи да је прималац успешно комплетирао дати курс студија. Реч диплома се исто тако односи на академску награду која се даје након завршетка студија на различитим курсевима, као што су диплома високог образовања, диплома у дипломирању или диплома у окончаним постдипломским студијама, итд. Историјски, она се такође односила на повељу или службени документ, од чега потичу термини дипломатски, дипломата и дипломатија према Codex Juris Gentium Diplomaticus.
Диплома (као документ који потврђује квалификацију) може се такође звати testamur, што је латинска реч за „ми потврђујемо” или „сертификујемо” (testari), тако названа по речи од које цертификат потиче; ово се обично користи у Аустралији за упућивање на документ који потврђује доделу акадамског степена. Алтернативно, овај документ се може једноставно називати сведочанство о ступњу или потврда матуре. Цертификат који добитници Нобелове награде примају се исто тако зове диплома.

## Стара Грчка
Првобитно је диплома код Старих Грка била назив за две повезане плочице на којима је био исписан неки службени спис. Касније је то била повеља којом се појединцу додељују неке погодности. Од 17. века диплома је назив за сваки службени документ који служи као сведочанство о правним стварима.

## Стари Рим
У Старом Риму документ исписан на 2 таблице се звао tabulae duplices. С њом је Римски сенат (касније цар) додељивао појединцима привилегије, или им поверавао задатке и ту одлуку потврђивао печатом. Diplome honestae missionis давале су се војницима за часно вршење службе.

## Употреба

### Аустралија
„Диплома стручне спреме“ је била краткотрајна AQF квалификација еквивалентна „дипломи“, која је намењена да се испоручује искључиво у VET сектору. Дана 1. јануара 2015. године, све такве квалификације које се нуде изгубиле су квалификацију „стручно“ из свог назива.

### Грчка
У Грчкој дипломе могу да додељују образовне установе као доказ о одређеном образовном нивоу. Диплома инжењера је диплома коју обезбеђују грчки технички универзитети и универзитети након успешног завршетка петогодишњег интегрисаног студијског програма и еквивалентна је степену магистра инжењерства који додељују европски универзитети.
Такође у Грчкој постоји диплома о стручној обуци (ниво EQF 5 након средњег образовања) коју даје Национална организација за квалификације и професионалну оријентацију (E.O.P.P.E.P.) института за стручно образовање IEK, након испита за сертификацију које спроводи E.O.P.P.E.P.

### Сингапур
У Сингапуру се већина диплома додељује након трогодишњег курса, који нуди пет политехничких факултета (Сингапурска политехника, Нги Ен политехника, Темасек политехника, Нанјанг политехника и Републичка политехника) или две уметничке институције (Нанјанг академија финих уметности и LASALLE колеџ уметности).
Друге приватне школе као што су Каплан, SIM, ПСБ академија и MDIS, такође нуде дипломске програме у периоду од шест месеци до две године.

### Велика Британија
У Великој Британији, диплома се може односити на неколико различитих врста квалификација, али никада није еквивалентна универзитетском степену. Степен је виши од дипломе. Никада се не може рећи да је особа дипломирала када је стекла само специјалну диплому. Диплома може бити квалификација вредна 37 или више кредита на регулисаном оквиру квалификација, нпр. Диплома почетног нивоа, диплома 3. нивоа. Диплома вишег образовања је квалификација високог образовања која је еквивалентна другој години дипломе. Виша национална диплома је стручна квалификација на истом нивоу. Диплома дипломских студија је једногодишња квалификација на нивоу бачелор, за коју обично полажу они који су већ стекли диплому. Постдипломска диплома је квалификација на нивоу магистарског степена, али обично је потребно мање времена да се заврши.
Неки универзитети могу понудити друге квалификације, као што су диплома додипломског студија Универзитета у Кембриџу и Универзитета у Оксфорду (једногодишњи, ванредни курс на истом нивоу као и диплома високог образовања) и напредна диплома додипломских студија.
Документ који потврђује доделу дипломе се обично назива сертификат о степену у УК, а детаљи се штампају на енглеском, а не на латинском.

#### Додипломска напредна диплома
Додипломска напредна диплома (UGAdvDip или UGAD) је награда FHEQ нивоа 6, академског нивоа који је еквивалентан завршној години дипломирања и генерално се прихвата као еквивалент дипломе бачелор или дипломске дипломе. Напредна диплома је додипломски степен који припрема студенте да уђу у одређену каријеру или даље студирају на напредном степену, као што је магистар уметности. Након што се дипломира са додипломском напредном дипломом, студентима је омогућено да се пријаве за постдипломске студије као што су магистратура или постдипломске дипломе. Иако се сматрају еквивалентним бечелор дипломама, обично трају две године и могу се понудити са пуним и са скраћеним радним временом. Студенти имају право да се пријаве за чланство у колеџу и сматрају се алумнима универзитета које су похађали.

### Сједињене Државе
Историјски гледано, амерички универзитети су опонашали своје европске пандане издајући дипломе написане на латинском језику. То је данас изузетак: „Док већина колеџа и универзитета сада издаје дипломе на енглеском, неки проминентни изузеци — укључујући Јејл, Принстон и Универзитет Пенсилваније — и даље користе латински.“ На Универзитету Харвард, почеле су да се пишу додипломске дипломе на енглеском 1961. године, што је довело до уличног протеста студената познатих као „Дипломски нереди“. Међутим, према подацима из 2021. године, неке постдипломске школе на Харварду настављају да издају дипломе на латинском, укључујући Харвардску правну школу и Харвардску дипломску школу за уметност и науку.